# Christian Heinrich Kändler
Christian Heinrich Kändler (* 1709 in Fischbach; † 25. November 1765 in Meißen) war ein Modelleur in der Porzellanmanufaktur Meißen. Er gehörte zur gleichnamigen sächsischen Künstlerfamilie und war ein Bruder von Johann Joachim Kändler (1706–1775).

## Leben
Christian Heinrich wurde 1709 als Sohn des Fischbacher Pfarrers Johann Joachim Kändler und dessen zweiter Ehefrau Johanna Salome geboren und dort am 6. Januar getauft.   
Er bewarb sich im Oktober 1733 zur Anstellung als Bossierer in der Meißener Porzellanmanufaktur. Am 19. November 1733 begann er seine Arbeit als Bossierer- und Formerlehrling.
1739 wurde er als Bossierer genannt und am 30. April 1739 war er Obmann von 24 Consorten bei der Herstellung des Schwanenservice. Er führte ab 1745 auch Aufsicht über die Modelle und vertrat seinen Bruder in Abwesenheit. 1749 bekam er den Auftrag, ein Verzeichnis der Modelle anzulegen. Im Jahre 1755 wurde er erstmals als Vorsteher der Bossierer und Former genannt. 1764 erhielt er den Titel Cammer Conducteur. Er starb am 25. November 1765 in Meißen und wurde am 28. November auf dem Frauenkirchhof begraben.

## Familie
Am 29. April 1738 heiratete er in Meißen Christiana Sophia Kestel, die Tochter des Johann Michael Kestel, Diakons von St. Afra. Mit ihr hatte er vier Söhne und zwei Töchter. Der Sohn Traugott Leberecht Kändler (1748–1812) war Stadtrichter und Bürgermeister in Meißen.